# Lin Yi-chun
Lin Yi-chun (Em Chinês: 林 怡君; Taoyuan, 5 de julho de 1981) é uma atiradora esportiva taiwanesa, especialista na fossa olímpica.

## Carreira

### Rio 2016
Lin Yi-chun representou seu país nas Olimpíadas de 2016, ficando na 17° colocação na fossa olímpica, fora das finais.